# Championnat des Antilles néerlandaises de football 1972
Navigation
Saison 1970 Saison 1974
La saison 1972 du Championnat des Antilles néerlandaises de football est la onzième édition de la Kopa Antiano, le championnat des Antilles néerlandaises. Les deux meilleures équipes de Curaçao et d'Aruba ainsi que le champion de Bonaire se rencontrent lors d'un tournoi inter-îles. Cette édition est la première où un représentant de Bonaire est engagé.
Les cinq clubs qualifiés sont regroupés au sein d'une poule unique où chaque équipe rencontre deux fois ses adversaires. L'équipe en tête de la poule est sacrée championne des Antilles néerlandaises.
C'est le CRKSV Jong Colombia, vice-champion de Curaçao, qui est sacré cette saison après avoir terminé en tête de la poule, devant le battu le Sport Unie Brion-Trappers, l'autre formation curacienne. Il s’agit du troisième titre de champion des Antilles néerlandaises de l’histoire du club
Le vainqueur de la Kopa Antiano et son dauphin se qualifient pour la Coupe des champions de la CONCACAF 1973.

## Compétition
Le barème utilisé pour établir le classement est le suivant :
- Victoire : 2 points
- Match nul : 1 point
- Défaite : 0 point

### Championnat d'Aruba
- Le SV Dakota est sacré champion d'Aruba, devant le SV Estrella. Les deux clubs se qualifient pour la Kopa Antiano.

### Championnat de Bonaire
- Le Real Rincon est sacré champion de Bonaire et se qualifie pour la Kopa Antiano.

### Championnat de Curaçao
| Rang | Équipe                    | Pts | J  | G | N | P  | Bp | Bc | Diff |
| ---- | ------------------------- | --- | -- | - | - | -- | -- | -- | ---- |
| 1    | Sport Unie Brion-Trappers | 21  | 14 | 9 | 3 | 2  | 25 | 16 | +9   |
| 2    | CRKSV Jong ColombiaT      | 20  | 14 | 9 | 2 | 3  | 22 | 9  | +13  |
| 3    | RKVFC Sithoc              | 17  | 14 | 7 | 3 | 4  | 24 | 17 | +7   |
| 4    | SV Veendam                | 16  | 14 | 7 | 2 | 5  | 22 | 17 | +5   |
| 5    | RKSV Scherpenheuvel       | 13  | 14 | 5 | 3 | 6  | 21 | 21 | 0    |
| 6    | RKSV Centro DominguitoP   | 12  | 14 | 6 | 0 | 8  | 17 | 21 | -4   |
| 7    | CRKSV Jong Holland        | 7   | 14 | 2 | 3 | 9  | 15 | 27 | -12  |
| 8    | Country Club Wacao        | 6   | 14 | 2 | 2 | 10 | 13 | 32 | -19  |

|  | Champion de Curaçao 1972 et qualification pour la Kopa Antiano |
|  | Qualification pour la Kopa Antiano                             |
|  | Relégation directe en deuxième division                        |
|  | T : Tenant du titre P : Promu de deuxième division             |

### Kopa Antiano
| Rang | Équipe                    | Pts | J | G | N | P | Bp | Bc | Diff |  | Résultats (▼ dom., ► ext.) | JCo | SUBT | Est | Dak | Rea |
| ---- | ------------------------- | --- | - | - | - | - | -- | -- | ---- |  | -------------------------- | --- | ---- | --- | --- | --- |
| 1    | CRKSV Jong Colombia       | 12  | 8 | 5 | 2 | 1 | 13 | 4  | +9   |  | CRKSV Jong Colombia        |     | 0-0  | 4-1 | 1-0 | 3-0 |
| 2    | Sport Unie Brion-Trappers | 10  | 8 | 2 | 6 | 0 | 16 | 10 | +6   |  | Sport Unie Brion-Trappers  | 1-1 |      | 2-2 | 3-1 | 5-1 |
| 3    | SV EstrellaT              | 9   | 8 | 3 | 3 | 2 | 10 | 10 | 0    |  | SV EstrellaT               | 1-0 | 1-1  |     | 0-1 | 2-2 |
| 4    | SV Dakota                 | 6   | 8 | 2 | 2 | 4 | 7  | 12 | -5   |  | SV Dakota                  | 0-2 | 2-2  | 0-2 |     | 2-1 |
| 5    | Real Rincon               | 3   | 8 | 0 | 3 | 5 | 8  | 18 | -10  |  | Real Rincon                | 1-2 | 2-2  | 0-1 | 1-1 |     |

|  | Qualification pour la Coupe des champions de la CONCACAF 1973 |
|  | T : Tenant du titre                                           |

## Bilan de la saison
| Championnat des Antilles néerlandaises de football 1972 |                                |
| Champion                                                | CRKSV Jong Colombia (3e titre) |
| Qualifications continentales                            |                                |
| Coupe des champions de la CONCACAF 1973                 | CRKSV Jong Colombia            |
| Coupe des champions de la CONCACAF 1973                 | Sport Unie Brion-Trappers      |
| Promotions et relégations                               |                                |
| Promus en Kopa Antiano                                  | Aucun                          |
| Relégués                                                | Aucun                          |